# 帕尔蒂克足球俱乐部
帕尔蒂克足球俱乐部（英語：Partick Thistle Football Club）是位於蘇格蘭格拉斯哥的職業足球會。雖然稱為「帕尔蒂克」，自1908年已遷離帕尔蒂克，在格拉斯哥的瑪麗丘駐紮。帕尔蒂克是蘇格蘭足球聯賽的成員，曾於2013年升班到蘇格蘭超級聯賽作賽。

## 球會歷史
帕尔蒂克於1876年在帕尔蒂克自治市成立，帕尔蒂克自治市直到1912年才併入格拉斯哥。在區內數度遷移後，帕尔蒂克於1909年搬到格拉斯哥瑪麗丘的菲希尔球场。
帕尔蒂克在1921年在決賽1-0擊敗奪得蘇格蘭足總盃。而更著名的勝仗是1971年的蘇格蘭聯賽盃決賽以4-1大破。但帕尔蒂克從未在頂級聯賽中奪冠，曾於1948年、1954年及1963年獲得季軍，是其在聯賽中最高的排名。帕尔蒂克於1935年、1951年、1953年、1955年、1961年、1981年及1989年共七度贏取格拉斯哥盃（Glasgow Cup）。
帕尔蒂克原來穿著深藍衫白褲，在1936/37年球季借用當地西蘇格蘭欖球隊（West of Scotland rugby team）的紅、黃及黑色組合一直沿用至今。自從更改顏色後，球隊主要穿著紅黃橫間衫黑褲，只曾在1970年代初改穿黃衫紅褲；其他短期改變包括將橫間改直間，穿著紅褲及有一季試驗性更馱為半紅半黃的球衣。
自1980年代中期開始，帕尔蒂克開始衰落，更於1998年幾乎消失。面對龐大的債務，帕尔蒂克瀕臨破產邊緣，球迷組織一項名為「Save the Jags」的拯救活動，雖然確保球隊免於清盤，但球隊仍於季末降級到乙組。
2001年帕尔蒂克獲得乙組聯賽冠軍升級回到甲組聯賽，翌年再奪得甲組聯賽冠軍升級到超級聯賽。在頂級聯賽逗留一季獲得第10位後，於2004年以包尾的第12位降級回甲組聯賽。回降甲組的帕尔蒂克不但未能爭取升級，更於季末排尾二的第9位再降一級到乙組聯賽，是首支由頂級聯賽連續降級的球隊，在此之前的克萊德及鄧弗姆林是因聯賽重組而於1974/75年及1975/76年球季連續降級。
2006年4月15日作客2-1擊敗尾隨的艾比安士特寧（Stirling Albion）而確保附加賽的席位。5月6日附加賽準決賽兩回合累計4-3淘汰斯特蘭拉爾（Stranraer），晉級決賽對彼得黑德（Peterhead）。5月10日決賽首回合主場以1-2落後；5月14日次回合作客上半場僅5分鐘即先失一球，幸而3分鐘後首席射手馬克·羅拔士（Mark Roberts）扳成平手，這是他本季第廿二個入球，直到下半場補時才憑比利·吉遜（Billy Gibson）的自由球撞中人牆改變方向入網，累計2-2平手，加時兩無紀錄，需要互射十二碼決勝，帕尔蒂克4-2獲勝後升級甲組。
2006/07年球季帕尔蒂克在甲組下游掙扎，在最近6戰5負後終於在2007年3月27日革除領隊迪克·金寶（Dick Campbell）的職務，助理領隊占美·邦尼（Jimmy Bone）獲委為看守領隊，而由泰利·畢查（Terry Butcher）擔任副手，任期直到季末。4月13日主場2-1擊敗，在聯賽尚餘兩輪獲提早確定成功保級。2007年5月25日聘任前及南部皇后領隊伊恩·麥哥（Ian McCall）成為新領隊。

### 成就
帕尔蒂克曾分別於1947/48年、1953/54年及1962/63年達到在蘇格蘭足球聯賽最高的排名第三位，亦曾兩次參加歐洲主流競賽，角逐1963–64年的國際城市博覽會盃及1972–73年的歐洲足協盃，亦曾參賽1995年的圖圖盃。
自從1996年帕尔蒂克曾4次降級，亦曾3次升級，更於1997年因財困而幾乎就此消失。

## 球會榮譽
- 蘇格蘭甲組聯賽（第二級）
  - 冠軍 (2)：1975–76年、2001–02年
  - 亞軍 (2)：1991–92年、2008–09年
- 蘇格蘭乙組聯賽（第二級）
  - 冠軍 (3)：1896–97年、1899–00年、1970–71年
  - 亞軍 (1)：1901–02年
- 蘇格蘭乙組聯賽（第三級）
  - 冠軍 (1)：2000–01年
  - 附加賽冠軍 (1)：2005–06年
- 蘇格蘭足總盃
  - 冠軍 (1)：1920–21年
  - 亞軍 (1)：1929–30年
- 蘇格蘭聯賽盃
  - 冠軍 (1)：1971–72年
  - 亞軍 (3)：1953–54年、1955–56年、1957–58年

## 著名球員
| - Jimmy Bone - Jackie Campbell - Chic Charnley - Arthur Duncan - Johnny Flanagan - Alex Forsyth - Tommy Gibb - Ronnie Glavin - Alan Hansen - John Hansen - Jackie Husband - Mo Johnston - Alec Hair | - Bobby Lawrie - Peter McKennan - Donnie McKinnon - Dave McParland - 约翰尼·麦肯齐 - Dennis McQuade - Andy Murdoch - Alex Raisbeck - 阿倫·羅夫（Alan Rough） - 比尔·香克利 - Kenny Arthur - Harry Chatton - Quinton Jacobs |

## 外部連結
- Official Club Website （页面存档备份，存于）
- PTFC.net Website

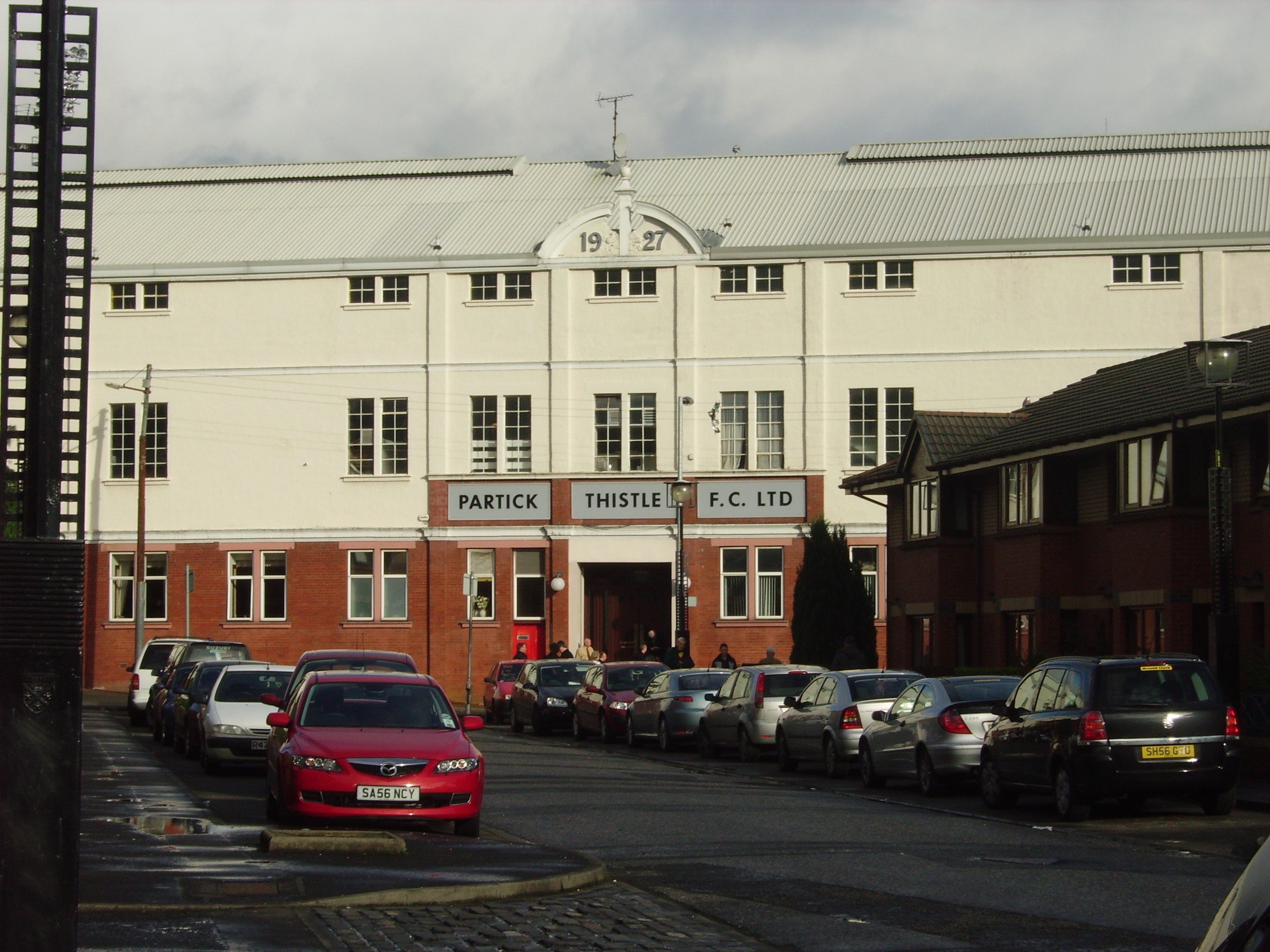
菲希尔球场主看台外觀

- Partick Thistle, The Early Years Website （页面存档备份，存于）